# Biosfeerreservaat Sichote-Alinski
Biosfeerreservaat Sichote-Alinski, officieel K.G. Abramov Staatsbiosfeerreservaat Sichote-Alinski (Russisch: Сихотэ-Алинский государственный природный биосферный заповедник им. К.Г. Абрамова), is een zapovednik gelegen in de kraj Primorje in het Russische Verre Oosten. Het gebied werd vernoemd naar de wetenschapper en zoöloog, Konstantin Georgiëvitsj Abramov, die in het begin van de jaren 30 onderzoek deed naar de mogelijkheid om een natuurreservaat in het Sichote-Alingebergte te creëren. Op 10 februari 1935 werden het ontwerp goedgekeurd en vond de oprichting als zapovednik plaats per resolutie van het Centraal Uitvoerend Comité en de Raad van Volkscommissarissen van de Russische SFSR. Nadien, in 1979, werd het gebied toegevoegd aan de lijst van biosfeerreservaten onder het Mens- en Biosfeerprogramma (MAB) van UNESCO. Daarnaast maakt Biosfeerreservaat Sichote-Alinski sinds 2001 deel uit van de UNESCO-Werelderfgoedinschrijving «Centraal Sichote-Alingebergte».

## Kenmerken
Het reservaat is gelegen in het centrale deel van het Sichote-Alingebergte en werd opgericht ter bescherming van de onaangeraakte natuurlijke complexen in het gebied. De huidige oppervlakte van het reservaat bedraagt 4.016 km², waarvan 2.900 km² in de aanliggende Japanse Zee ligt. Rondom het gebied werd bovendien ook een bufferzone van 676,6 km² ingesteld. Sichote-Alinski bestaat uit twee clusters. Het belangrijkste deel heeft een grootte van 3.972 km². De overige 401,4 km² behoort tot het deelgebied "Arbek", gelegen ten noorden van de plaats Ternej.

## Flora en fauna
Sichote-Alinski bestaat grotendeels uit een ongerept bergmassief met boreale bossen, natuurlijke oude loof- en gemengde bossen, bergtoendra en watergebieden. Er zijn in het reservaat circa 1.200 hogere planten vastgesteld. Enkele hiervan zijn de schisandrabes (Schisandra chinensis), amoerdruif (Vitis amurensis), rozewortel (Rhodiola rosea) en Japanse taxus (Taxus cuspidata).
Bossen beslaan 97% van het landoppervlak, waarbij de Koreaanse den (Pinus koraiensis), jezospar (Picea jezoensis) en Mongoolse eik (Quercus mongolica) de belangrijkste bosvormende soorten zijn, met respectievelijk 35, 24 en 13%. Andere veelvoorkomende soorten zijn Oost-Siberische zilverspar (Abies nephrolepis), Mantsjoerijse es (Fraxinus mandshurica), Aziatische lariks (Larix gmelinii), amoeresdoorn (Acer ginnala), Japanse iep (Ulmus japonica), Aziatische berk (Betula platyphylla) en Mantsjoerijse walnoot (Juglans mandshurica). Ook heeft een esdoornsoort, Acer caudatum, een relictvoorkomen in het gebied.

### Zoogdieren
Sichote-Alinski biedt leefruimte aan 71 zoogdieren, waaronder de zeldzame Siberische tijger (Panthera tigris altaica). Het reservaat is een van de meest noordelijke en grootst beschermde gebieden in Rusland waar de Siberische tijger voorkomt. De grootte van deze ondersoort en de dikte van zijn vacht zijn een afspiegeling van de zware klimatologische omstandigheden in het gebied. Andere dieren die in Sichote-Alinski voorkomen en in Rusland een beperkt verspreidingsgebied hebben zijn de oessoeribeer (Ursus arctos lasiotis), kraagbeer (Ursus thibetanus), Maleise bonte marter (Martes flavigula), Bengaalse tijgerkat (Prionailurus bengalensis euptilura), langstaartgoral (Nemorhaedus caudatus) en dybowski-hert (Cervus nippon mantchuricus). Andere interessante zoogdieren zijn het Siberisch muskushert (Moschus moschiferus parvipes), oessoerihert (Cervus canadensis xanthopygus), Siberisch ree (Capreolus pygargus), sabelmarter (Martes zibellina) en de noordelijke fluithaas (Ochotona hyperborea), die in grote delen van het reservaat voorkomt waar puinhellingen en andere rotsachtige terreinen aanwezig zijn. Langs de kust leeft bovendien de larghazeehond (Phoca largha) en in augustus verschijnen er enkele stellerzeeleeuwen (Eumetopias jubatus).

### Vogels
In Sichote-Alinski zijn 371 vogelsoorten vastgesteld. Zeldzame watervogels die er broeden zijn de Chinese zaagbek (Mergus squamatus) en mandarijneend (Aix galericulata). Beide soorten leven binnen Rusland alleen in deze contreien. Dit geldt ook voor de in het gebied nestelende roodflankbrilvogel (Zosterops erythropleurus), grijze menievogel (Pericrocotus divaricatus), Blakistons visuil (Bubo blakistoni) en de oosterse dwergooruil (Otus sunia). In de bossen kan men de rotsauerhoen (Tetrao parvirostris), hazelhoen (Tetrastes bonasia), spitsvleugelhoen (Falcipennis falcipennis), snornachtegaal (Larvivora sibilans), blauwstaart (Tarsiger cyanurus) en de geheimzinnige goudlijster (Zoothera aurea) tegenkomen.